# Frederick Grace
Frederick Grace (n. 29 februarie 1884, Middlesex, Anglia, Regatul Unit al Marii Britanii și Irlandei – d. 23 iulie 1964, Essex, Anglia, Regatul Unit) a fost un boxer ce a reprezentat Regatul Unit al Marii Britanii și al Irlandei de Nord, medaliat olimpic. A participat la două ediții a Jocurilor Olimpice (1908, 1920) în care a câștigat o medalie de aur.